# Kustglasögonfågel
Kustglasögonfågel (Zosterops luteus) är en fågel i familjen glasögonfåglar inom ordningen tättingar.

## Utseende och läte
Kustglasögonfågeln är en liten tätting med grön ovansida, gul undersida, gul tygel och tydlig vit ring kring ögat. De ljusa och tunna lätena liknar gråryggig glasögonfågel, men tonerna är kortare och mer avhuggna.

## Utbredning och systematik
Kustglasögonfågel delas in i två underarter:
- Z. l. balstoni – förekommer i kustnära Western Australia (Shark Bay till Kimberley)
- Z. l. luteus – förekommer i kustnära norra Australien (Kimberley till västra Kap Yorkhalvön)

## Levnadssätt
Kustglasögonfågeln hittas i kusttrakter. Där ses småflockar födosöka i lövverket i små buskar, träd och mangroveskog.

## Status
Arten har ett stort utbredningsområde och beståndet anses stabilt. Internationella naturvårdsunionen IUCN listar den därför som livskraftig (LC).